# مقاطعة أق قلا
مقاطعة أق قلا (بالفارسية: شهرستان آق‌قلا) هي مقاطعة تقع في إيران في غلستان. يقدر عدد سكانها بـ 109,440 نسمة .